# 西今宿 (あま市)
西今宿（にしいまじゅく）は、愛知県あま市の大字。

## 地理
あま市の北東部、旧甚目寺町域の東部に位置する。23の小字が設置されているが丁目は設定されていない。

### 河川
- 五条川

### 小字
現行字についての五十音順で配列している。
| - 阿弥陀寺（あみだじ） - 馬洗（うまあらい） - 梶村一（かじむらいち） - 梶村二（かじむらに） - 梶村三（かじむらさん） - 狐海道一（きつねかいどういち） - 狐海道二（きつねかいどうに） - 郷内一（ごうないいち） - 郷内二（ごうないに） - 外野（そとの） - 八反田（はったんだ） | - 平割一（ひらわりいち） - 平割二（ひらわりに） - 平割三（ひらわりさん） - 平割四（ひらわりよん） - 山伏一（やまぶしいち） - 山伏二（やまぶしに） - 山伏三（やまぶしさん） - 山伏四（やまぶしよん） - 六反地一（ろくたんちいち） - 六反地四（ろくたんちよん） - 六反地五（ろくたんちご） - 六反割（ろくたんわり） |

## 歴史

### 地名の由来
萱津宿からの移住により新しく開発されたため今宿と呼んだとされる。

### 沿革
- 江戸時代 - 尾張国海東郡の尾張藩領清須代官所支配の今宿村として所在[7]。
- 1881年（明治14年） - 今宿村が分割して東今宿村・西今宿村となる。
- 1889年（明治22年） - 上条村、迫間村、土田村と合併し、白鷹村大字西今宿となる[7]。
- 1906年（明治39年） - 合併に伴い、甚目寺村大字西今宿となる[7]。
- 1913年（大正2年） - 海部郡成立に伴い、同郡甚目寺村大字西今宿となる[7]。
- 1932年（昭和7年） - 町制施行に伴い、甚目寺町大字西今宿となる[7]。

## 経済

### 産業
商工業者は加藤丹治（呉服）、服部主馬太郎（酒造）、堀田惣太郎（生皮、皮革）などがいた。
店・企業
- コーワ[12] - 生活家電クリーン事業、産業機器クリーン事業、化粧品事業を営む[13]。
- 鈴木刷毛製作所[14]
- 名古屋刷子工業製作所[14]
- 服部春雄刷毛製作所[14]
- 服部元嗣刷毛製作所[14]
- 刷毛工房はけたけ[14]

## 世帯数と人口
2019年（令和元年）5月1日現在の世帯数と人口は以下の通りである。
| 大字   | 世帯数    | 人口    |
| ------ | --------- | ------- |
| 西今宿 | 1,494世帯 | 3,280人 |

### 人口の変遷
国勢調査による人口の推移
| 2010年（平成22年） | 3,558人 | [ 15 ] |  |
| 2015年（平成27年） | 3,393人 | [ 16 ] |  |

## 小・中学校の学区
市立小・中学校に通う場合、学区は以下の通りとなる。また、公立高等学校に通う場合の学区は以下の通りとなる。
| 字     | 区域                     | 小学校                 | 中学校                 | 高等学校 |
| ------ | ------------------------ | ---------------------- | ---------------------- | -------- |
| 山伏二 | 鉄道軌道敷地より南側区域 | あま市立甚目寺南小学校 | あま市立甚目寺南中学校 | 尾張学区 |
| 山伏二 | 鉄道軌道敷地より北側区域 | あま市立甚目寺東小学校 | あま市立甚目寺中学校   | 尾張学区 |
| その他 | 全域                     | あま市立甚目寺東小学校 | あま市立甚目寺中学校   | 尾張学区 |

## 施設
- あま市甚目寺総合体育館
- 甚目寺総合福祉会館
- あま市人権ふれあいセンター
- 甚目寺老人福祉センター

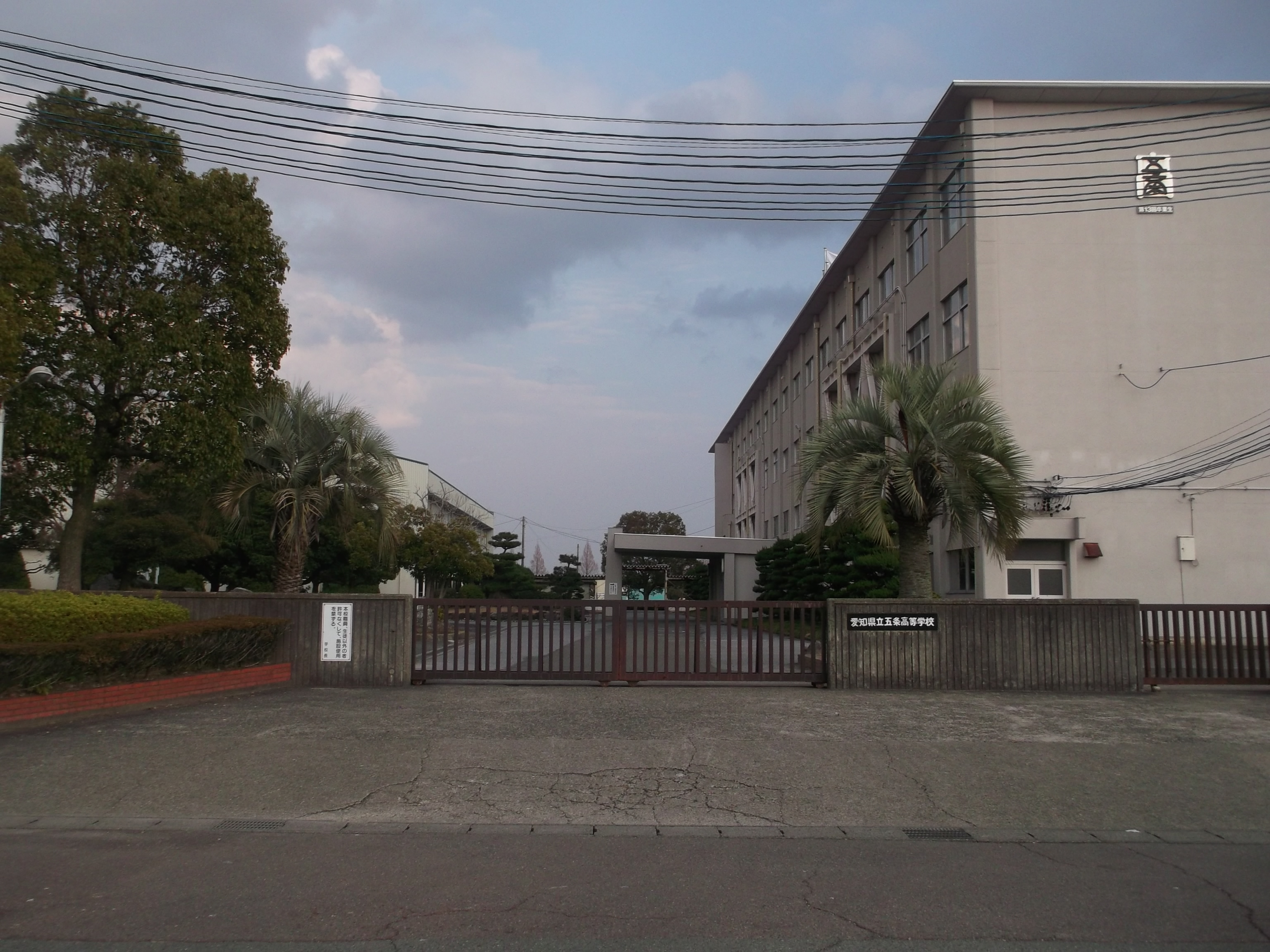
愛知県立五条高等学校
- あま市立甚目寺東小学校
- 五条保育園
- 甚目寺幼稚園
- 海部東農業協同組合甚目寺支店
- 甚目寺西今宿郵便局
- 秋葉神社
- 金山神社
- あま市栄火葬場[19]

- 愛知県立五条高等学校

## 交通

### 道路
- 愛知県道124号西条清須線
- 愛知県道126号給父西枇杷島線

## その他

### 日本郵便
- 郵便番号 : 490-1104[3]（集配局：甚目寺郵便局[20]）。